# فيليبو كوستا
فيليبو كوستا (بالإيطالية: Filippo Costa)‏ (21 مايو 1995 في إيطاليا - ) هو لاعب كرة قدم إيطالي في مركز الظهير الأيسر. شارك مع منتخب إيطاليا تحت 16 سنة لكرة القدم ومنتخب إيطاليا تحت 17 سنة لكرة القدم ومنتخب إيطاليا تحت 18 سنة لكرة القدم ومنتخب إيطاليا تحت 19 سنة لكرة القدم ومنتخب إيطاليا تحت 20 سنة لكرة القدم. أما مع النوادي، فقد لعب مع كييفو فيرونا ونادي بورنموث ونادي بيزا.

## وصلات خارجية
- فيليبو كوستا على موقع قاعدة بيانات كرة القدم.إي يو (الإنجليزية)
- فيليبو كوستا على موقع Soccerway.com (الإنجليزية)
- فيليبو كوستا على موقع AS.com (الإسبانية)